# Herrarnas fristående i gymnastik vid olympiska sommarspelen 2008
Herrarnas fristående i gymnastik vid olympiska sommarspelen 2008 avgjordes den 17 augusti.

## Medaljörer
| Gren                 | Guld         | Silver                  | Brons                       |
| Herrarnas fristående | Zou Kai Kina | Gervasio Deferr Spanien | Anton Golotsutskov Ryssland |

## Final
| Placering | Gymnast                  | A-poäng | B-poäng | Straff | Totalt |
| --------- | ------------------------ | ------- | ------- | ------ | ------ |
|           | Zou Kai (CHN)            | 6.700   | 9.350   |        | 16.050 |
|           | Gervasio Deferr (ESP)    | 6.500   | 9.275   |        | 15.775 |
|           | Anton Golotsutskov (RUS) | 6.500   | 9.225   |        | 15.725 |
| 4         | Fabian Hambuechen (GER)  | 6.500   | 9.150   |        | 15.650 |
| 5         | Kōhei Uchimura (JPN)     | 6.300   | 9.275   |        | 15.575 |
| 6         | Diego Hypólito (BRA)     | 6.700   | 8.500   |        | 15.200 |
| 7         | Marian Drăgulescu (ROU)  | 6.500   | 8.350   |        | 14.850 |
| 8         | Alexandr Shatilov (ISR)  | 6.600   | 7.925   | 0.400  | 14.125 |

## Kvalificerade tävlande
| Placering | Gymnast                  | A-poäng | B-poäng | Straff | Totalt |
| --------- | ------------------------ | ------- | ------- | ------ | ------ |
| 1:a       | Diego Hypólito (BRA)     | 6.600   | 9.350   |        | 15.950 |
| 2:a       | Marian Drăgulescu (ROU)  | 6.900   | 9.025   |        | 15.925 |
| 3:a       | Gervasio Deferr (ESP)    | 6.500   | 9.325   |        | 15.825 |
| 4:a       | Fabian Hambuechen (GER)  | 6.500   | 9.300   |        | 15.800 |
| 5:a       | Kōhei Uchimura (JPN)     | 6.500   | 9.225   |        | 15.725 |
| 6:a       | Zou Kai (CHN)            | 6.700   | 9.100   | 0.100  | 15.700 |
| 7:a       | Anton Golotsutskov (RUS) | 6.500   | 9.100   |        | 15.600 |
| 8:a       | Alexandr Sjatilov (ISR)  | 6.600   | 9.000   |        | 15.600 |